# Walter von Speyer
Walter von Speyer (* wahrscheinlich 963; † 3. Dezember 1027 wahrscheinlich in Speyer) war Bischof von Speyer von 1006 bis 1027.
Nach Franz Xaver Remling ist Walter von Speyer durch seine Dichtung bekannt und wurde als Speyerer Bischof und als Hofkaplan Ottos III. identifiziert. Überliefert haben sich die Werke Vita et Passio sancti Christophori und Libellus De Studio Poete, Qui Et Scolasticus. Erhalten haben sich außerdem zwei Briefe an die Quedlinburger Nonne Hazecha. Ein Vertrag vom 7. April 1024 ist die älteste überlieferte Urkunde eines Bischofs von Speyer. Sie ist mit dem ersten erhaltenen Bischofssiegel versehen und enthält durch die Unterschriften der Zeugen wichtige Informationen über die Herrschaftsstruktur dieser Zeit. Unter seiner Zeit als Bischof erlangte die Speyerer Domschule überregionale Bedeutung.